# Movimento Sufan
Il movimento Sufan (肅反运动T, 肃反运动S) era una campagna politica contro gli oppositori politici nella Repubblica Popolare Cinese sotto Mao Zedong. Il termine "sufan (肃反)" è l'abbreviazione di epurazione dei controrivoluzionari nascosti (肃清暗藏的反革命分子). Mao ha ordinato l'eliminazione del 5% dei controrivoluzionari. Il movimento Sufan durò dal luglio 1955 alla fine del 1957, durante il quale furono arrestate 214.000 persone e morirono circa 53.000.
Il 1 ° luglio 1955, il Comitato Centrale del Partito Comunista Cinese emanò una "Direttiva sul lancio di una lotta per ripulire gli elementi controrivoluzionari nascosti" (关于展开斗争肃清暗藏的反革命分子的指示). Il 25 agosto 1955, il Comitato ha emesso "La direttiva sulla completa epurazione e pulizia dei controrivoluzionari nascosti" (关于彻底肃清暗藏的反革命分子的指示). Il movimento Sufan era diverso dal precedente "movimento Zhen Fan": Zhen Fan prendeva di mira principalmente gli affiliati del Kuomintang mentre Sufan prendeva di mira principalmente gli intellettuali non comunisti. Oltre un milione di persone sono state indagate durante il movimento Sufan. Il movimento Sufan terminò alla fine del 1957, quando fu lanciato il "Movimento anti-destra".